# Lipson
Lipson est un quartier de la ville de Plymouth, en Angleterre. C’est une zone avec des logements en terrasses mixtes, certains subdivisés en lits et appartements et un espace ouvert public appelé « Freedom Fields », qui fut le site d’une bataille durant la Première révolution anglaise, lorsque les habitants de Plymouth à proximité ont résisté à d’importants raids de cavaliers et ont permis à la ville de soutenir le siège royaliste. Freedom Fields existait avant la guerre civile, il a acquis son nom après la défaite d’une force d’invasion française deux cents ans plus tôt. Le parc a été l’inspiration derrière le titre du troisième album de l’auteur-compositeur-interprète folk local Seth Lakeman, et dispose actuellement d’un petit café, de nombreux bancs et de parterres de fleurs.
Autrefois le site du plus grand hôpital de Plymouth (Freedom Fields Hospital), la prison de l’arrondissement et les postes d’incendie et d’ambulance, il ne conserve plus que la caserne de pompiers (reconstruite).
Une grande partie du parc de logements est composée de terrasses victoriennes et édouardiennes avec quelques grands logements individuels et jumelés autour de la zone Queen’s gate / Queen’s Road. En partie en raison de sa proximité avec l’université de la ville et de la taille de certaines des propriétés plus anciennes, certains des logements vers Greenbank ont été subdivisés en maisons à occupation multiple et appartements. Des logements sociaux se trouvent au nord-est le long du croissant Lipstone.
En raison de sa position vallonnée, une grande partie de la région offre une vue panoramique dans la plupart des directions, notamment au sud à travers Plymouth Sound. Le principal centre commercial de Plymouth, l’Université de Plymouth et la gare de Plymouth sont tous à distance de marche raisonnable. Le shopping à Lipson se limite à une poignée de plats à emporter et de petites épiceries. Actuellement, en 2021, il y a un petit magasin Tesco près de Lipson Vale.
Lipson a quelques écoles, y compris Lipson Co-operative Academy.
Les transports en commun sont assurés par Plymouth Citybus sous la forme de trois lignes de bus : 8/9 et 20/21 via Lipson Vale et 23/24 via le Queens Road Triangle.